# Fußball-Oberliga 2008/09
Die Saison 2008/09 der Oberliga war die erste Saison der Oberliga als fünfthöchste Spielklasse im Fußball in Deutschland nach Einführung der 3. Liga als dritthöchste Spielklasse zur Saison 2008/09 und der Herabstufung der Regionalliga zur vierthöchsten Spielklasse.

## Veränderungen
Durch die Einführung der 3. Liga zur Saison 2008/09 wurde auch die Oberliga in Teilen reformiert. Die Bremen-Liga, Oberliga Hamburg, Oberliga Niedersachsen und Schleswig-Holstein-Liga gingen aus der aufgelösten Oberliga Nord hervor. Der Westdeutsche Fußball- und Leichtathletikverband mit den Fußballverbänden Westfalen, Niederrhein und Mittelrhein schlossen sich zur NRW-Liga zusammen. Die Oberliga Hessen firmierte ab dieser Saison unter dem Namen Hessenliga.

## Oberligen
- Oberliga Baden-Württemberg 2008/09
- Bayernliga 2008/09
- Bremen-Liga 2008/09
- Oberliga Hamburg 2008/09
- Hessenliga 2008/09
- Oberliga Niedersachsen 2008/09 in zwei Staffeln (West und Ost)
- Oberliga Nordost 2008/09 in zwei Staffeln (Nord und Süd)
- NRW-Liga 2008/09
- Schleswig-Holstein-Liga 2008/09
- Oberliga Südwest 2008/09

## Aufstieg zur Regionalliga Nord

### Niedersachsen
Die beiden Tabellenersten der Staffeln West, VfB Oldenburg, und Ost, Goslarer SC 08, der Oberliga Niedersachsen spielten nach Beendigung der Saison in zwei Spielen den Gewinner der Niedersachsenmeisterschaft sowie den Aufsteiger in die Regionalliga aus. Das Hinspiel in Goslar gewann Oldenburg mit 1:0, ehe Goslar das Rückspiel in Oldenburg mit 2:1 gewann und sich über die Auswärtstorregel den Titel des Niedersachsenmeisters  und den Regionalliga-Aufstieg sicherte.
|                | Gesamt    |               | Hinspiel (29.5.) | Rückspiel (6.6.) |
| -------------- | --------- | ------------- | ---------------- | ---------------- |
| Goslarer SC 08 | (a)2:2(a) | VfB Oldenburg | 0:1 (0:1)        | 2:1 (1:0)        |

### Schleswig-Holstein/Hamburg/Bremen
Ebenso spielten zwei Bewerber aus der Schleswig-Holstein-Liga und der Oberliga Hamburg einen weiteren Aufsteiger aus. Einen Bewerber aus der Bremen-Liga gab es nicht. Aus der Schleswig-Holstein-Liga bewarb sich der Meister Holstein Kiel II sowie aus der Oberliga Hamburg die zweite Mannschaft des FC St. Pauli, die die Saison auf dem fünften Platz beendet hatte, aber im Gegensatz zu den vier Erstplatzierten einen Lizenzantrag für die Regionalliga gestellt hatte. Das Hinspiel auf St. Pauli gewannen die Gastgeber mit 1:0, ehe Kiel das Rückspiel ebenfalls mit 1:0 gewann. Nach torloser Verlängerung setzte sich St. Pauli im Elfmeterschießen durch und sicherte sich den Regionalliga-Aufstieg.
|                 | Gesamt          |                  | Hinspiel (10.6.) | Rückspiel (14.6.)    |
| --------------- | --------------- | ---------------- | ---------------- | -------------------- |
| FC St. Pauli II | 1:1 (7:6 i. E.) | Holstein Kiel II | 1:0 (1:0)        | 0:1 n. V. (0:1, 0:0) |